# عضلة ناصبة شوكية
العضلة الناصبة الشوكية (بالإنجليزية: Spinalis)‏ هي إحدى العضلات الناصبة للفقار، المتموضعة على طول العمود الفقري، وتتكون من ثلاث حزم: الشوكية الرأسية، الشوكية العنقية، والشوكية الصدرية.